# Nikola Kedžo
Nikola Kedžo (* 12. August 1988 in Split) ist ein aus Kroatien stammender Handballspieler.
Der 2,03 Meter große und 110 Kilogramm schwere rechte Rückraumspieler spielte bei RK Split (bis 2005), BM Ciudad Real (2005 bis 2007), BM Alcobendas (2007 bis 2008) und SD Teucro (2008 bis 2009), von Juli 2009 bis März 2010 bei der HSG Düsseldorf und anschließend beim kroatischen Verein RK Nexe Našice. Nachdem Kedžo in der Saison 2012/13 beim ungarischen Verein Csurgói KK gespielt hatte, unterschrieb er daraufhin einen Vertrag beim mazedonischen Erstligisten RK Metalurg Skopje, mit dem er das Viertelfinale in der EHF Champions League 2013/14 erreichte. 2014 gewann er die mazedonische Meisterschaft. In der Saison 2015/16 spielte Kedzo in Polen für Gwardia Opole. Anschließend schloss er sich dem Schweizer Erstligisten BSV Bern Muri an. Im Sommer 2017 wechselte er sich dem italienischen Erstligisten A.S. Albatro Handball Siracusa an.